# 拉德利 (印第安納州)
拉德利（英語：Radley）是位於美國印地安納州格蘭特縣的一個非建制地區。該地的面積和人口皆未知。